# Седльницкий, Кароль Юзеф
Кароль Юзеф Седльницкий (13 июня 1703, Опавице, ныне в составе города Место-Альбрехтице — 8 января 1761, Константинов) — государственный деятель Речи Посполитой, подскарбий надворный коронный (1736—1739), воевода подляшский (1739—1745), подскарбий великий коронный (1745—1761), староста мельницкий и дзежгоньский.

## Биография
Представитель дворянского рода Седльницких герба «Одровонж». Сын графа Кароля Юлиуша Седльницкого (1655—1731), посла Австрии в Стамбуле в 1697—1699 годах, и Марии Казимиры Пеняжковны.
Вырос в доме своей матери в Витулине на Подляшье. В 1730 и 1732 годах дважды избирался послом (депутатом) на сеймы. В 1733 году поддержал кандидатуру саксонского курфюрста Фридриха Августа против Станислава Лещинского. Был назначен маршалком двора королевы Марии Жозефы и генеральным администратором ей казны. В 1738 году был награждён орденом Белого орла.
В 1736 году Кароль Юзеф Седльницкий получил должность подскарбия надворного коронного, в 1739 году был назначен воеводой подляшским, а в 1745 году стал подскарбием великим коронным.
В 1725 году женился на Констанции Браницкой, дочери воеводы подляшского Стефана Николая Браницкого (ок. 1640—1709) и Катаржины Схоластики Сапеги (ум. 1720).